# Tótújfalu

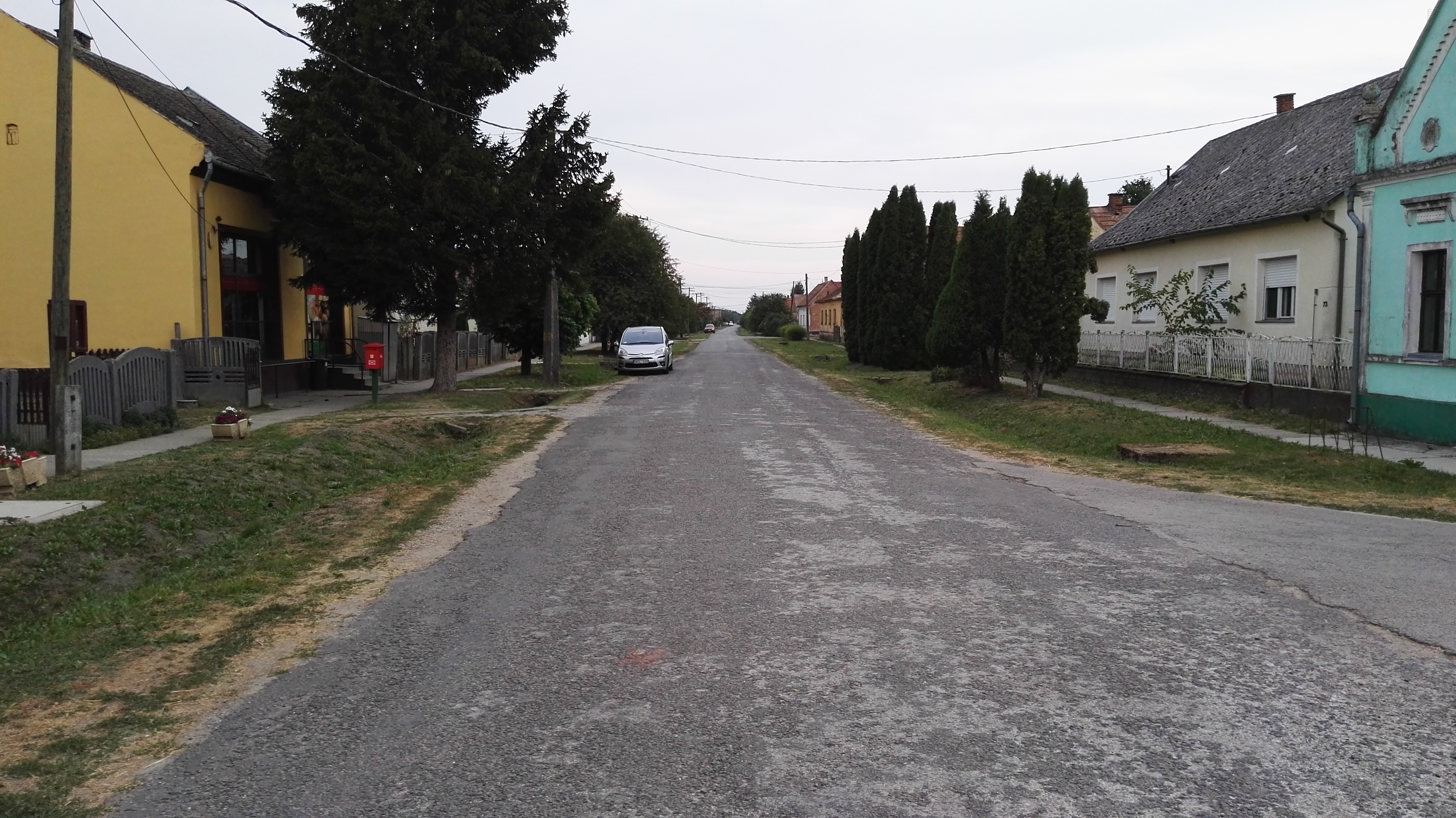
Gata i Tótújfalu.

Tótújfalu (kroatiska: Novo Selo) är ett samhälle i provinsen Somogy i Ungern. Tótújfalu ligger i distriktet Barcs och har en area på 13,27 km². År 2019 hade Tótújfalu totalt 213 invånare.